# Cantonul Marseille-La Pomme
Cantonul Marseille-La Pomme este un canton din arondismentul Marseille, departamentul Bouches-du-Rhône, regiunea Provence-Alpes-Côte d'Azur, Franța.